# Ignat Ziemczenko
Ignat Siergiejewicz Ziemczenko, ros. Игнат Сергеевич Земченко, Hnat Serhijowycz Zemczenko, ukr. Гнат Сергійович Земченко (ur. 24 kwietnia 1992 w Kijowie) – rosyjski hokeista pochodzenia ukraińskiego.
Jego ojciec Serhij (ur. 1961) i brat Igor (ur. 1983) także zostali hokeistami. Ojciec i brat reprezentowali Ukrainę, zaś Ignat został reprezentantem Rosji (kadra młodzieżowa).

## Kariera
- MHK Krylja Sowietow 2 Moskwa (2008-2009)
- Ałmaz Czerepowiec (2009-2013)
- Siewierstal Czerepowiec (2010-2015)
  -  Iżstal Iżewsk (2013-2015)
- Mietałłurg Nowokuźnieck (2015-2017)
- Sibir Nowosybirsk (2017)
- Siewierstal Czerepowiec (2017)
- Nieftiechimik Niżniekamsk (2017-2018)
- Mietałłurg Nowokuźnieck (2018-2019)
- Mołot-Prikamje Perm (2019)
- HK Tambow (2019)
- KRS-BSU Pekin (2019-2020)
- Diables Rouges de Briançon (2020-2021)
- CG Puigcerdà (2021-2022)

Urodził się na Ukrainie, gdzie zamieszkiwał jego ojciec po przeprowadzce z Angarska. Wychowanek hiszpańskiego klubu C.H. Jaca. Początkowo grał w drużynie juniorskiej MHK klubu Krylja Sowietow Moskwa (trenerem był jego ojciec, Siergiej). Potem przeniósł się do Czerepowca, gdzie występował w zespole juniorskim Ałmaz (również trenowanym przez ojca) grającego w lidze Mołodiożnaja Chokkiejnaja Liga (MHL), a równocześnie sukcesywnie grał w seniorskiej drużynie Siewierstali w rozgrywkach Kontinientalnaja Chokkiejnaja Liga (KHL). W KHL Junior Draft w 2009 został wybrany przez Siewierstal w pierwszej rundzie z numerem 10. Przekazywany do drużyny farmerskiej w Iżewsku, w tym w styczniu 2015. Od końca września 2015 zawodnik Mietałłurga Nowokuźnieck. Od czerwca 2017 zawodnik Sibiru Nowosybirsk. Od października 2017 ponownie zawodnik Siewierstali. Od grudnia 2017 zawodnik Nieftiechimika Niżniekamsk. W maju 2018 został zawodnikiem Mietałłurga Nowokuźnieck. W 2019 został graczem Mołotu-Prikamje Perm, w listopadzie 2019 HK Tambow, a dalszą część sezonu 2019/2020 rozegrał w chińskim zespole KRS-BSU Pekin. W lipcu 2020 przeszedł do francuskiego klubu Diables Rouges de Briançon. W kwietniu 2021 odszedł z klubu. W sezonie 2021/2022 grał w hiszpańskim klubie CG Puigcerdà.
W barwach Rosji uczestniczył w turnieju mistrzostw świata juniorów do lat 20 w 2012.

## Sukcesy
Reprezentacyjne
- Srebrny medal mistrzostw świata juniorów do lat 20: 2012

Klubowe
- Srebrny medal WHL: 2015
- Srebrny medal mistrzostw Hiszpanii: 2022[12]

Indywidualne
- MHL (2010/2011): Mecz Gwiazd MHL
- Superliga hiszpańska w hokeju na lodzie (2021/2022)[13]:
  - Trzecie miejsce w klasyfikacji strzelców: 31 goli
  - Pierwsze miejsce w klasyfikacji asystentów: 40 asyst
  - Pierwsze miejsce w klasyfikacji kanadyjskiej: 71 punktów